# چیلاو
چیلاو (به لاتین: Chilaw) یک منطقهٔ مسکونی در سری‌لانکا است که در ناحیه پوتالام واقع شده‌است.

## خصوصیات
چیلاو ۲۴٬۷۱۲ نفر جمعیت دارد و ۳ متر بالاتر از سطح دریا واقع شده‌است.